# 中兴 (蒋尔恂)
中兴（1647年）为中国清朝时期反清领袖蒋尔恂的年号，前后共1年。

## 公元纪年对照
| 中兴 | 元年   |
| ---- | ------ |
| 公元 | 1647年 |
| 干支 | 丁亥   |

## 同期存在的其他政权年号
- 中國 
  - 顺治（1644年－1661年）：清朝—清世祖福临之年号
  - 监国鲁（1645年－1653年）：南明—鲁王朱以海之年号
  - 永曆（1647年－1683年）：南明—明昭宗朱由榔之年号
  - 定武（1646年－1664年）：南明—韩王朱本铉（朱亶塉）之年号
  - 兴朝（1646年－1647年）：大西—孙可望之年号
- 越南
  - 福泰（1643年－1649年）：后黎朝—黎真宗黎维祐之年号
  - 順德（1638年－1677年）：莫朝—莫敬完之年号
- 日本
  - 正保（1644年－1648年）：後光明天皇之年號

## 參看
- 中国年号列表
- 其他时期使用的中興年号